# خاموشی (فیلم ۲۰۱۹)
خاموشی یک فیلم اسلشر محصول سال ۲۰۱۹ سینمای هند به کارگردانی چاکری تولتی و محصول پیکس فیلمز است. در این فیلم تمنا باتیا در نقش اول در نقش یک دختر کر و لال با پرابو دوا در نقش اصلی آنتاگونیستی بازی می‌کند. این فیلم بازسازی فیلم آمریکایی سکوت در سال ۲۰۱۶ محسوب می‌شود. این فیلم پس از تأخیر در ۱۴ ژوئن ۲۰۱۹ در سینماهای هند اکران شد.

## خلاصه داستان
یک زن ناشنوا باید برای نجات جان خود بجنگد وقتی یک قاتل در خانه او ظاهر می‌شود.

## تولید
در مارس ۲۰۱۷، چاکری تولتی فاش کرد که فیلم جدید بالیوود او در حال تولید است. فیلم به‌طور کامل در لندن فیلمبرداری شد، و در عرض ۲۵ روز، کل فیلمبرداری فیلم به پایان رسید.